# Java Card

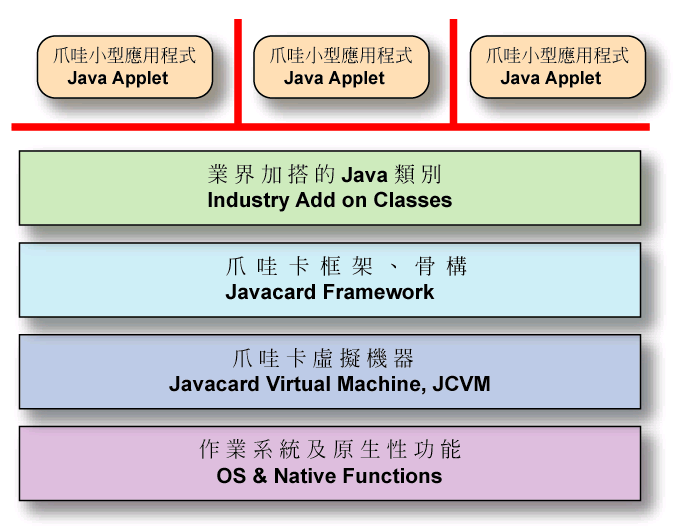
Java Card架構示意圖，圖中紅框部分即具資料存取的防護、防火牆效果。

Java Card技術主要是讓智慧卡或與智慧卡相近的裝置上，以具有安全防護性的方式來執行小型的Java Card Applet，此技術也被廣泛運用在SIM卡、提款卡上。
第一個運用Java Card技術的智慧卡是在1997年發表，由數家公司所共同採行，包括過去Schlumberger公司的卡片部門（今日為Axlto公司）與Gemplus公司。Java Card的產品皆以Java Card Platform specifications（爪哇卡平台規格）為依循標準，此技術規格標準由昇陽電腦所研發。整體而言，Java Card的主要特點及訴求在於移攜性與安全性。

## 程式移攜性
Java Card虛擬機（Java Card Virtual Machine，也可簡稱為Java Card VM或JCVM）它是原有Java虛擬機的子集合，負責對Java Applet進行程式直譯、執行及結果回應，也因此JCVM的空間佔量不能太大，必須能小到放入智慧卡內。此外，Java Card的Java Applet也必須比一般Java Applet更小型，要求JCVM與Java Card Applet都更小化，對日後的進一步撰寫開發與程式移植等有幫助。
既然有容量取向的要求，那也就必須對Java的功效機能進行部分權衡取捨，即便可以用多種方式讓應用程式的體積佔量突破容量限制，例如將應用程式的程式碼劃分到Package（Java程式語言中，用來將類以性質、用途等不同取向等而集中放置的地方，即稱為Package）內，但是每個Package也被限制不能超過64KB的容量。

## 防護安全性
Java Card技術在研發初衷就是為了保護智慧卡內的私密、敏感性資料。
由於Java Card的應用程式是在Java Card VM具隔離性的環境下執行，所以程式對卡片資料的寫入、讀取、修改也受到權限機制的控制保護，無論使用何種讀卡設備、作業系統、應用程式都不能跨越權限去存取不屬於自己的卡片內資料，等於具有小型應用程式的防火牆的功效。
Java Card能支援絕大多數的常用加密演算法，包括橢圓曲線加密法。
無論是電信方面還是金融方面的智慧片應用，現在都運用Java Card技術來防護卡內所儲存的資訊資料。

## 外部連結
- （英文）Java Card平台規格（昇陽電腦） （页面存档备份，存于）